# Carl Jacobsen
Carl Christian Hillmann Jacobsen (født 2. marts 1842 i København, død 11. januar 1914 på Frederiksberg) var en dansk brygger, kunstsamler og fondsstifter. Han grundlagde i 1880 Ny Carlsberg, som blev slået sammen med Carlsberg i 1906 med sig selv som direktør.

## Familie
Carl Jacobsen var søn af Laura Holst og brygger J.C. Jacobsen, som grundlagde Carlsberg-bryggeriet. Han var gift med Ottilia Marie Jacobsen, født Stegmann (3. oktober 1854 – 20. juli 1903), datter af den da i Edinburgh bosiddende danske korngrossist Conrad Stegmann og hustru Louise Marie, født Brummer.
Ottilia fødte 8 børn:
- Theodora (18. juni 1877-1956)
- Alf (22. oktober 1880 - 3. januar 1890)
- Beatrice (1881-1888)
- Helge (1882-1946)
- Vagn (1884-1931)
- Erland (1886-1887)
- Thorvald (1888-1888)
- Paula (1890-1981)

Alf (1880), Beatrice, Erland og Thorvald døde meget tidligt, og efter forældrenes ønske er klokkerne i Jesuskirken opkaldt efter dem, og i øvrigt hviler de fire i Jesuskirken. De fire overlevende børn har lagt navn til elefanterne i Elefantporten.
Efter Ottilias død giftede Carl Jacobsen sig i 1906 med Laura Louise Henriette (Lilli) von Kohl. Ægteskabet var ikke lykkeligt, og Jacobsens børn var stærkt imod det, så i 1908 blev parret skilt.

## Karriere
Efter 1861 at være blevet student fra Borgerdydskolen på Christianshavn hørte han forelæsninger på Den polytekniske Læreanstalt og Landbohøjskolen og tiltrådte 1866 en 4-årig uddannelsesrejse til udlandets ledende bryggerier. Hjemkommen lejede han (1871) af sin fader, brygger J.C. Jacobsen, et efter egne tegninger på Carlsbergs grund opført bryggeri Ny Carlsberg, som han drev i elleve år. Ny Carlsberg øllets stærkt voksende udbredelse krævede imidlertid udvidet plads, og fra 1882 fremstilledes det på et af Jacobsen opført, nyt, selvstændigt bryggeri, det andet Ny Carlsberg, hvis ry som mønsterbryggeri hurtig blev grundfæstet. Det står i forbindelse med Jacobsens bryggerivirksomhed, at han en tid var ejer af Etablissementet National og Hotel d'Angleterre. Troen på kunstens betydning for samfundet fik tidligt råderum hos ham og gav sig betydningsfulde udslag. 1879 stiftede han legatet Albertina til udsmykning af Københavns pladser og haver med billedhuggerarbejder, og 1882 grundlagde han Ny Carlsberg Glyptotek, der voksede så hurtigt, at det stod med europæisk ry, da Jacobsen 1888 besluttede at gøre samlingerne af nyere kunst til offentlig ejendom, hvis stat og kommune ville opføre en monumental bygning dertil. Dette skete, og Ny Carlsberg Glyptotek ved Vestre Boulevard indviedes 1897 ved en af Jacobsen foranstaltet international kunstudstilling. 1883 stiftede Jacobsen fire Ny Carlsberg Legater på i alt 1 mio. kr. i datidens mønt (Kirkelegatet, Arbejderlegatet, Kunstlegatet og Museumslegatet). Ved det sidste af dem blev Jacobsen og hustru sammen med Industriforeningen i København stiftere af Det danske Kunstindustrimuseum (1890), indviet 1894, og ved Kirkelegatet opførte de Jesuskirken i Valby, indviet 1891. 1886 rejste han Huitfeldt-monumentet på Langelinie; 1887 indbød han en kreds af danske videnskabsmænd, navnlig kunsthistorikere og arkæologer, til med ham at besøge Grækenland; 1888 foranstaltede han en fransk kunstudstilling over for den nordiske udstilling i København, og 1889 var han formand for komiteen, der forestod Danmarks deltagelse i Verdensudstillingen i Paris.
De to bryggerier fusionerede i 1906 med Carl som den første direktør.

## Mæcenat
Ved gavebrev af 14. januar 1899 skænkede dernæst Jacobsen samtlige sine samlinger af antik og nyere kunst såvel som de betydelige arkæologiske samlinger til udvidelse af Ny Carlsberg Glyptotek. Dels for offentlige, dels for egne midler (ca. 2 mio. kr.) opførte han, i tilslutning til den ældre, en ny, monumental bygning (Arkitekter: Vilhelm Dahlerup og Hack Kampmann), indviet og åbnet 1906. 1901 (skøde 20. januar 1902) stiftede han og hans hustru Ottilia, f. Stegmann (død 1903), Ny Carlsbergfondet, hvortil henlagdes Ny Carlsberg Bryggeri m.m., således at indtægten anvendes til kunstneriske formål; dette fond har siden da ydet meget betydelige midler.
1896 fejrede Jacobsen Ny Carlsbergs 25-årige beståen ved udgivelsen af et monumentalt jubilæumsskrift; 1906 fejredes på lignende måde åbningen af det udvidede Glyptotek. Vejledninger og kataloger til samlingerne har han ligeledes for en stor del selv udarbejdet.
1896 blev han direktør for Den Kongelige Afstøbningssamling i Statens Museum for Kunst; 1896
direktør for begge (Gl. og Ny) Carlsberg Bryggerier, 1899 æresdoktor ved Københavns Universitet, en ære han, ikke mindst overfor stadige og ikke altid ubegrundede angreb, værdsatte højt. Sin levende virkelyst bevarede han til det sidste. 1909 iværksatte og bekostede han genopførelsen af det monumentale Nikolai Kirkespir. Derimod vakte hans sidste og med største ihærdighed frembårne plan, at genopbygge barokspiret på Vor Frue Kirke, heftig kamp og blev ved hans død faktisk opgivet.
Kernen i Jacobsens liv var en intensiv kærlighed til sit land og sin by, en flammende begejstring for kunst. Hans indsats som dansk og ikke mindst som borger i København hører til de værdifuldeste i nyere tid og fordunkles ikke ved de i en så rig virken uundgåelige fejlgreb, hvorved mange i hans levetid fæstede sig.

## Æresbevisninger
Carl Jacobsen blev overordentligt medlem af Kunstakademiet 1897, æresmedlem af Société des artistes français 1909, medlem (associé) af Académie des Beaux-Arts, Paris, 1913, Ridder af Dannebrog 1888, Dannebrogsmand 1891, Kommandør af 2. grad 1897 og af 1. grad 1906 og fik Storkorset 1912. Han bar også Æreslegionen m.fl.
Han er begravet i Jesuskirken. Sønnen Vagn Jacobsen overtog ledelsen af Carlsberg Bryggerierne, mens Helge Jacobsen overtog ledelsen af Ny Carlsberg Glyptotek.

## Gengivelser af Carl Jacobsen
- Portrætteret på P.S. Krøyers maleri af den franske udstillingskomité 1888 (Glyptoteket; skitse i Den Hirschsprungske Samling) og på hans maleri: Aftenselskab på Ny Carlsberg 1888 (Glyptoteket) samt på Laurits Tuxens maleri: Kongefamiliens besøg (1893, Carlsbergmuseet)
- Malerier af Otto Haslund, Frans Schwartz (Carlsberg), August Jerndorff 1893 (Frederiksborgmuseet) og, sammen med sin første hustru, af Julius Paulsen 1896 (Designmuseum Danmark), af samme på: Komiteen til nyordning af Ny Carlsberg Glyptoteks bygnings- og bestyrelsesforhold (Glyptoteket), af P.S. Krøyer 1909 med datteren Paula Jacobsen, af N.V. Dorph 1912 (Bryggeriforeningen) og 1914 (Industriforeningen)
- Buste af Jean Gautherin 1885, i marmor 1889 (Glyptoteket), af Vilhelm Bissen (Elefantgården på Ny Carlsberg Vej), af Ludvig Brandstrup 1904 (Dobbeltbuste med den første hustrus portræt, Glyptoteket). Buste af samme i Rådhushallen. Statue på Carlsberg af samme, afsløret 1921, en gave fra arbejdere og funktionærer; en statuetteskitse på Glyptoteket (bronze) og Frederiksborgmuseet. Plaquette af Gunnar Jensen 1912, en medalje af samme 1914.
- Xylografier af H.P. Hansen 1888 og af André Bork 1901 efter fotografi fra J. Petersen & Søn